# Hyadina mathisi
Hyadina mathisi är en tvåvingeart som beskrevs av Canzoneri och Rampini 1998. Hyadina mathisi ingår i släktet Hyadina och familjen vattenflugor.
Artens utbredningsområde är Sierra Leone. Inga underarter finns listade i Catalogue of Life.